# Кавалліно
Кавалліно (італ. Cavallino, сиц. Caddhrinu) — муніципалітет в Італії, у регіоні Апулія, провінція Лечче.
Кавалліно розташоване на відстані близько 510 км на схід від Рима, 145 км на південний схід від Барі, 5 км на південний схід від Лечче.
Населення — 12 325 осіб (2014).
Щорічний фестиваль відбувається 4 серпня. Покровитель — San Domenico.

## Демографія
Населення за роками:

Станом на 1 січня 2023 року в муніципалітеті офіційно проживало 367 іноземців з 51 країни, серед них 81 громадянин країн Євросоюзу та 3 громадяни України.

## Сусідні муніципалітети
- Капрарика-ді-Лечче
- Лечче
- Ліццанелло
- Сан-Чезаріо-ді-Лечче
- Сан-Донато-ді-Лечче